# Nosterella
Genre
Nosterella est un genre d'araignées aranéomorphes de la famille des Zodariidae.

## Distribution
Les espèces de ce genre sont endémiques d'Australie. Elles se rencontrent au Queensland et en Nouvelle-Galles du Sud.

## Liste des espèces
Selon World Spider Catalog (version 18.0, 27/01/2017) :
- Nosterella cavicola Baehr & Jocqué, 2017
- Nosterella christineae Baehr & Jocqué, 2017
- Nosterella diabolica Baehr & Jocqué, 2017
- Nosterella fitzgibboni Baehr & Jocqué, 2017
- Nosterella nadgee (Jocqué, 1995)
- Nosterella pollardi Baehr & Jocqué, 2017

## Publication originale
- Baehr & Jocqué, 2017 : The new endemic Australian genus Nosterella and a review of Nostera (Araneae: Zodariidae), including eight new species. Memoirs of the Queensland Museum, Nature vol. 60, p. 53-76.